# 奧尼格姆 (明尼蘇達州)
奧尼格姆（英語：Onigum）是位於美國明尼蘇達州卡斯縣欣戈比鎮區的一個非建制地區。

## 地理
奧尼格姆所處的海拔為高於海平面403米（即1322英呎），而該地所採用的時區為UTC-6，即北美中部時區（CST）。同時該地設有夏令時間，為UTC-6調快一小時，即UTC-5（CDT）。